# Mănăstirea Mărcuța
Mănăstirea Mărcuța este un lăcaș de cult, situat în estul orașului București. Este monument istoric (cod LMI B-II-a-A-18157). Din complexul monahal face parte Biserica Mărcuța. La Mărcuța a fost internat și poetul Mihai Eminescu. 

## Istoric
Mănăstirea a fost construită de Dan vel Logofătul, în timpul domniei lui Mihnea Turcitul, mai exact în anul 1587. Numele provine de la al doilea ctitor al mănăstirii, Marcu Armașu. O parte din pictură datează tot din această perioadă, fiind refăcută în secolul al XX-lea.

### Spitalul Mărcuța
Istoria mănăstirii este legată de dezvoltatea psihiatriei românești. Până în 1846, bolnavii mintal aflați în schitul Malamuci au fost mutați la Mărcuța, care era situată mai aproape de orașul București. A fost folosită o clădire veche din apropierea mănăstirii Mărcuța, unde pe vremea lui Ipsilanti fusese o fabrică de testemele.
Primul medic primar al Spitalului Mărcuța a fost Nicolae Gănescu. Dacă în 1847 erau 40 de pacienți, numărul lor crescuse până în 1895 la 100 de persoane. La sfârșitul secolului, doctorul Protici a înființat ateliere de muncă pentru pacienți (tâmplărie pentru bărbați și lucru manual pentru femei); terapia prin muncă a intrat în instrumentariul științei.
Spitalul Mărcuța a funcționat în această locație între 1838 și 1925.
Dintre pacienții cunoscuți ai instituției psihiatrice s-a aflat Mihai Eminescu (internat în 3 februarie 1889).